# Kovin
Kovin (Servisch: Ковин, Duits: Temeschkubin, Hongaars: Kevevára) is een gemeente in het Servische district Zuid-Banaat.
Kovin telt 36.802 inwoners (2002). De oppervlakte bedraagt 730 km², de bevolkingsdichtheid is 50,4 inwoners per km².
De gemeente omvat naast de hoofdplaats Kovin de plaatsen Bavanište, Gaj, Deliblato, Dubovac, Malo Bavanište, Mramorak, Pločica, Skorenovac en Šumarak. De laatste twee dorpen kennen een Hongaarse bevolking die behoort tot de autochtone Hongaarse minderheid in Servië. Skorenovac (Hongaars: Székelykeve) is het zuidelijkst gelegen dorp met een Hongaarse meerderheid. Er woonden in 2002 circa 2500 Hongaren die ruim 85% van de bevolking van het dorp vormden.

## Geschiedenis
De stad Kovin heeft een rijke historie, het behoorde in het verleden tot het Romeinse Rijk, later werd het vanaf de 11e eeuw deel van Hongarije. In de 14e eeuw kwamen er steeds meer Serviërs naar de stad, op de vlucht voor de Ottomanen. In de 16e eeuw werd de stad zelf veroverd door de Ottomanen en behoorde het lange tijd tot dat rijk. In 1716 werd het gebied ingenomen door de Habsburgse legers. Het gebied werd onderdeel van de militair bewaakte grenszone van het Habsburgse rijk. Tijdens de revolutiejaren 1848 en 1849 werd het gebied kortstondig deel van Servië. Na de vorming van Oostenrijk-Hongarije werd Kovin (Kevevára in het Hongaars) deel van het Hongaarse comitaat Temes. 
Tijdens de volkstelling van 1910 had de gemeente Kovin 35.482 inwoners, 21.795 Serviërs, 6.587 Duitsers, 5.705 Roemenen en 5.355 Hongarenn. De stad zelf had een Duitse relatieve meerderheid; 2650 Duitsers, 2200 Serviërs, 1726 Roemene en 711 Hongaren.
In 1918 kwam het gebied onder het bestuur van het Koninkrijk van Serven, Kroaten en Slovenen. Ook na de tweede wereldoorlog bleef het gebied in handen van de Zuidslaven. In 1944 werd de Duitse bevolking verdreven.

## Geboren in Kovin
- Kornel Mayer (1917-1981), componist, dirigent en militaire muzikant
- Darko Kovačević (1973), voetballer